# ジョセフ・ダフィー
ジョセフ・ダフィー（Joseph Duffy、1988年2月18日 - ）は、アイルランドの男性総合格闘家、元プロボクサー。ドニゴール県ドニゴール出身。トリスタージム所属。プロボクシング戦績は7戦全勝である 。ジョー・ダフィーとも表記される。

## 来歴
子供の頃から格闘技に興味があり1993年からテコンドーのトレーニングを始めた。
2008年に総合格闘技デビュー。

### TUF
2010年、リアリティ番組「The Ultimate Fighter」シーズン12に参加。ライト級トーナメント予選でカイル・ワトソンと対戦し、リアネイキドチョークで一本負け。予選敗退となった。

### Cage Warriors
2010年11月27日、Cage Warriors 39で後にUFC世界ライト級・フェザー級王者となるコナー・マクレガーと対戦し、一本勝ち。
2011年10月1日、 Cage Warriors 44でイワン・ムサードとCWFCライト級王座決定戦を行い、一本負け。王座獲得に失敗するとともにキャリア初黒星となった。
2013年3月2日、プロボクシングデビュー戦を判定勝利。その後6連勝を飾り、プロボクシングで7戦全勝の戦績を残した。

### UFC
2015年3月14日、UFC初参戦となったUFC 185でジェイク・リンジーと対戦し、KO勝ち。
2015年7月18日、UFC Fight Night: Bisping vs. Leitesでイヴァン・ジョルジと対戦し、三角絞めで一本勝ち。パフォーマンス・オブ・ザ・ナイトを受賞した。
2016年1月2日、UFC 195でライト級ランキングの12位のダスティン・ポイエーと対戦し、圧倒され続け判定負け。
2020年7月19日、UFC Fight Night: Figueiredo vs. Benavidez 2でヨエル・アルバレスと対戦し、ギロチンチョークで1R一本負け。試合後に引退を発表した。

## 戦績

### プロ総合格闘技
| 総合格闘技 戦績 | 総合格闘技 戦績 | 総合格闘技 戦績 | 総合格闘技 戦績 | 総合格闘技 戦績 | 総合格闘技 戦績 | 総合格闘技 戦績 |
| --------------- | --------------- | --------------- | --------------- | --------------- | --------------- | --------------- |
| 22 試合         | (T)KO           | 一本            | 判定            | その他          | 引き分け        | 無効試合        |
| 17 勝           | 5               | 10              | 2               | 0               | 0               | 0               |
| 5 敗            | 1               | 2               | 2               | 0               | 0               | 0               |

| 勝敗 | 対戦相手                   | 試合結果                          | 大会名                                      | 開催年月日     |
| ×    | ヨエル・アルバレス         | 1R 2:25 ギロチンチョーク          | UFC Fight Night: Figueiredo vs. Benavidez 2 | 2020年7月19日  |
| ×    | マルク・ディアケイジー     | 5分3R終了 判定0-3                 | UFC Fight Night: Till vs. Masvidal          | 2019年3月16日  |
| ×    | ジェームス・ヴィック       | 2R 4:59 TKO (右アッパー→パウンド) | UFC 217: Bisping vs. St-Pierre              | 2017年11月4日  |
| ○    | レザ・マダディ             | 5分3R終了 判定3-0                 | UFC Fight Night: Manuwa vs. Anderson        | 2017年3月18日  |
| ○    | ミッチ・クラーク           | 1R 0:25 リアネイキドチョーク      | UFC Fight Night: dos Anjos vs. Alvarez      | 2016年7月7日   |
| ×    | ダスティン・ポイエー       | 5分3R終了 判定0-3                 | UFC 195: Lawler vs. Condit                  | 2016年1月2日   |
| ○    | イヴァン・ジョルジ         | 1R 3:05 三角絞め                  | UFC Fight Night: Bisping vs. Leites         | 2015年7月18日  |
| ○    | ジェイク・リンジー         | 1R 1:47 KO（左ボディブロー）      | UFC 185: Pettis vs. dos Anjos               | 2015年3月14日  |
| ○    | ブー・スッジ               | 1R 1:47 KO（膝蹴り）              | Cage Warriors 74                            | 2014年11月15日 |
| ○    | ダミアン・ラピルー         | 3R 2:18 リアネイキドチョーク      | Cage Warriors 70                            | 2014年8月16日  |
| ×    | イワン・ムサード           | 4R 4:25 ギロチンチョーク          | Cage Warriors 43 【CWFCライト級王座決定戦】 | 2011年10月1日  |
| ○    | フランシス・ヒグニー       | 5分3R終了 判定3-0                 | Cage Warriors 43                            | 2011年7月9日   |
| ○    | オリオール・ガセート       | 1R 2:46 TKO（パンチ）             | Cage Warriors 42                            | 2011年5月28日  |
| ○    | トム・マグワイア           | 1R 4:47 三角絞め                  | Cage Warriors 40                            | 2011年2月26日  |
| ○    | コナー・マクレガー         | 1R 0:38 肩固め                    | Cage Warriors 39: The Uprising              | 2010年11月27日 |
| ○    | ノーマン・パーク           | 1R 3:06 リアネイキドチョーク      | Spartan Fight Challenge 3                   | 2010年3月20日  |
| ○    | セバスチャン・グランディン | 1R 1:36 三角絞め                  | KnuckleUp MMA 3                             | 2009年11月1日  |
| ○    | マリウス・ブージンスカス   | 1R リアネイキドチョーク           | Spartan Fight Challenge 1                   | 2009年7月11日  |
| ○    | ジェームス・ブライアン     | 1R 1:55 リアネイキドチョーク      | KnuckleUp MMA 1                             | 2009年5月29日  |
| ○    | モー・タイロン             | 1R 1:44 KO（パンチ）              | Chaos FC 5                                  | 2009年3月6日   |
| ○    | シアラン・フライ           | 1R 1:24 三角絞め                  | Angrrr Management 18: Holly Brawl           | 2008年12月13日 |
| ○    | ミック・ブロスター         | 1R 2:33 TKO（ドクターストップ）   | Angrrr Management 15: The Octagon Club      | 2008年3月29日  |

### アマチュア総合格闘技
| 勝敗 | 対戦相手           | 試合結果                     | 大会名                                           | 開催年月日    |
| ×    | カイル・ワトソン   | 1R 3:33 リアネイキドチョーク | The Ultimate Fighter: Team GSP vs. Team Koscheck | 2010年9月15日 |
| ○    | アダム・スタントン | 1R 1:34 三角絞め             | Angrrr Management 9: Southern Agrrression 4      | 2006年7月2日  |
| ○    | ティム・ニューマン | 1R 2:05 三角絞め             | Grapple & Strike 9                               | 2005年5月21日 |

### プロボクシング
| プロボクシング 戦績 | プロボクシング 戦績 | プロボクシング 戦績 | プロボクシング 戦績 | プロボクシング 戦績 | プロボクシング 戦績 | プロボクシング 戦績 |
| ------------------- | ------------------- | ------------------- | ------------------- | ------------------- | ------------------- | ------------------- |
| 7 試合              | (T)KO               | 判定                | その他              | 引き分け            | 無効試合            |                     |
| 7 勝                | 2                   | 5                   | 0                   | 0                   | 0                   |                     |
| 0 敗                | 0                   | 0                   | 0                   | 0                   | 0                   |                     |

## 表彰
- ブラジリアン柔術 紫帯
- 柔術 黒帯
- テコンドー 黒帯
- UFC パフォーマンス・オブ・ザ・ナイト（1回）[1]